# Katharikehal, Chiknayakanhalli
Katharikehal là một làng thuộc tehsil Chiknayakanhalli, huyện Tumkur, bang Karnataka, Ấn Độ.